# Obolonnja (Nowhorod-Siwerskyj)
Obolonnja (ukrainisch Оболоння; russisch Оболонье Obolonje) ist ein Dorf in der ukrainischen Oblast Tschernihiw mit etwa 900 Einwohnern (2001).

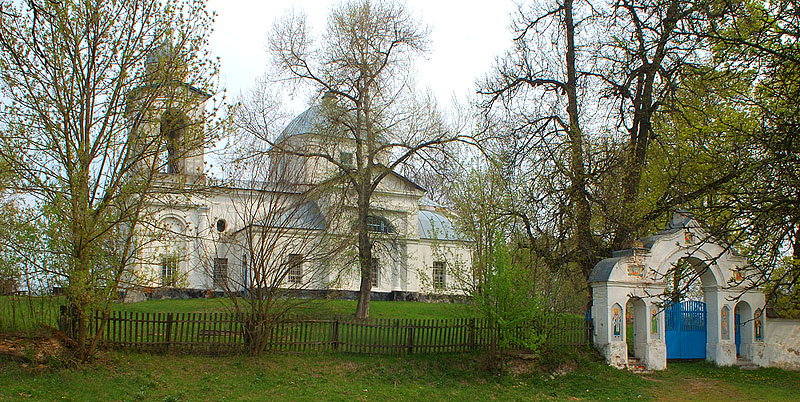
Klassizistische Kirche in Obolonnja von 1801

Das 1399 erstmals schriftlich erwähnte Dorf liegt am rechten Ufer der Desna und an den Territorialstraßen T–25–16 und T–25–19 10 km nördlich vom ehemaligen Rajonzentrum Korop und 120 km östlich vom Oblastzentrum Tschernihiw.
Am 9. September 2016 wurde die Siedlung zum Zentrum der neugegründeten Siedlungsgemeinde Korop, bis dahin bildete es zusammen mit den Dörfern Huta (Гута) und Poljana (Поляна) sowie der Ansiedlung Lyssa Hora (Лиса Гора) die gleichnamige Landratsgemeinde Obolonnja (Оболонська сільська рада/Obolonska silska rada) im Zentrum des Rajons Korop.
Am 17. Juli 2020 kam es im Zuge einer großen Rajonsreform zum Anschluss des Rajonsgebietes an den Rajon Nowhorod-Siwerskyj.